# Șamluh
Shamlugh (armeană Շամլուղ) este un oraș din provincia Lori, Armenia.